# John Swigert
John Leonard "Jack" Swigert Jr. (Denver, 30 de agosto de 1931 – Washington, D.C., 27 de dezembro de 1982) foi um astronauta norte-americano tripulante da missão Apollo 13, que não conseguiu pousar na Lua devido a uma explosão na nave durante a viagem. 
Após cinco dias de agonia no espaço sem saber se conseguiriam chegar a salvo, Swigert - que havia substituído na missão o astronauta Ken Mattingly, sacado de última hora da tripulação  por suspeita de sarampo - e seus companheiros de missão, o comandante James Lovell e o piloto do módulo lunar Fred Haise, conseguiram reentrar na atmosfera terrestre e pousar em segurança no mar, em 17 de abril de 1970.
Após a missão da Apollo 13, Swigert foi selecionado para participar do programa Apollo-Soyuz em 1975, missão conjunta de encontro no espaço entre astronautas americanos e cosmonautas da URSS, porém sua participação no escândalo dos selos da Apollo 15 acabou lhe retirando a oportunidade de uma segunda viagem espacial.
Deixando a NASA, Swigert entrou para a política candidatando-se a congressista em seu estado natal do Colorado pelo Partido Republicano. Eleito, entretanto, não chegou a prestar o juramento de posse, falecendo de câncer ósseo em dezembro de 1982, tornando-se o primeiro dos homens que já foram à Lua – mesmo que nela não tenham pisado - a morrer.
No filme Apollo 13, sobre a missão da qual Swigert participou, seu personagem foi interpretado pelo ator Kevin Bacon.